# Río Yuso
Río Yuso är ett vattendrag i Spanien.   Det ligger i provinsen Provincia de León och regionen Kastilien och Leon, i den norra delen av landet, 300 km norr om huvudstaden Madrid.